# Сокорро Акіолі
Сокорро Акіолі (народилась у Форталезі, Сеара в 1975 році) — журналістка та письменниця, магістр з бразильської літератури і станом на початок 2020 р. докторант з літературознавства у Федеральному Університеті Флуміненсе, Ріо-де-Жанейро . Розпочала свою кар'єру в 2001 році й відтоді видала книги в різних жанрах: біографії Фрей Тито (2001) та Рейчел де Кейроз (2003), дитячі оповідання та молодіжні романи.
У 2006 році вона була обрана для участі у семінарі «Як розповісти казку», який проводив лауреат Нобелівської премії Габріель Гарсія Маркес у Міжнародній школі кіно і телебачення Сан-Антоніо-де-Лос-Банес на Кубі. Авторка була обрана самим Гарсія Маркесом за роман «A cabeça do santo / Голова святого», який був опублікований у Великій Британії 2014 року та у США 2016 року. У 2007 році вона була стажистом за темою наукової роботи в Міжнародній молодіжній бібліотеці в Мюнхені, Німеччина. Вона також читала лекції в кількох країнах, таких як Португалія, Болівія та Кабо-Верде. Місіс Акціолі — також перекладач, есеїст та викладач теорії літератури.
Vende-се Ума família / Сім'я для продажу (Biruta Publishing Company, 2007), — її перший молодіжний роман, розповідає про дружбу між Alvaro, сином власника найбільшої ферми в Акірас, Сеара і Бенісіо, раба з ферми. Вони стають друзями в ранньому дитинстві і розлучаються після того, як Марія Луанда, мати Бенісіо, продається. На думку вчителя та літературознавця Фернанди Коутіньйо, цей роман про час, який «швидко протікає», відтворює стосунки братів до повноліття, постійно підтримує цікавість у читача щодо того, що має бути, і, водночас, змушує їх поглянути на життя через портрет бразильської родини, яка поєднує звичаї трьох рас. Листи альбому переють африканські та корінні ритуали — такі, як мистецтво зцілення, віра в магічну силу трав, спів та танці, як вирази радості та розради, похоронні обряди, ритуали-намовляння та розповіді як джерела духовне живлення .
Роман «Байларіна фантазія» (Видавництво "Бірута ", 2010), за словами літературознавця Маріси Лайоло, є шедевром для всіх віків, без протипоказань. Як і в кожному хорошому романі, в історії розповіді Анабели правда та фантазія перебувають у суперечності з такою тонкістю, що читач навряд чи усвідомлює, коли одне починається, а інше закінчується.
Інвентаріо де Сегредос / Інвентар таємниць (Видавнича компанія " Бірута ", 2010), суворий молодіжний роман, розповідає історію міста через розкриття основних таємниць його мешканців. За словами письменниці Марини Коласанті, «зв'язок із струнною літературою великий, ланцюг розповіді працює дуже добре, а еротична /любовна тема обробляється з гумором, як вимагає жанр».
Глава Святого (Hot Key Books, 2014) — це її перший англомовний роман для молоді, перекладений Даніелем Ганом.